# Peter Newhard
Peter Newhard (* 26. Juli 1783 in Allentown, Pennsylvania; † 19. Februar 1860 ebenda) war ein US-amerikanischer Politiker. Zwischen 1839 und 1843 vertrat er den Bundesstaat Pennsylvania im US-Repräsentantenhaus.

## Werdegang
Peter Newhard besuchte sowohl öffentliche als auch private Schulen seiner Heimat. 1812 eröffnete er den ersten Eisenwarenladen in Allentown. Im selben Jahr wurde er dort Beauftragter für das Straßenwesen. Zwischen 1816 und 1817 war er Leichenbeschauer im Lehigh County. Im Zeitraum von 1817 bis 1829 wurde er sechs Mal in das Repräsentantenhaus von Pennsylvania gewählt. 1824 und 1837 amtierte er als Vorsitzender des Gemeinderats von Allentown. Politisch war er Mitglied der Demokratischen Partei.
Bei den Kongresswahlen des Jahres 1838 wurde Newhard im achten Wahlbezirk von Pennsylvania in das US-Repräsentantenhaus in Washington, D.C. gewählt, wo er am 4. März 1839 die Nachfolge von Edward Burd Hubley antrat. Nach einer Wiederwahl konnte er bis zum 3. März 1843 zwei Legislaturperioden im Kongress absolvieren. Die Zeit ab 1841 war von den Spannungen zwischen Präsident John Tyler und den Whigs belastet. Außerdem wurde damals bereits über eine mögliche Annexion der seit 1836 von Mexiko unabhängigen Republik Texas diskutiert.
1842 verzichtete Peter Newhard auf eine weitere Kandidatur. Im folgenden Jahr war er Ortsvorsteher (Burgess) von Allentown und Kurator der Allentown Academy. Das Amt des Kurators an dieser Schule hatte er auch bereits in den Jahren 1822 und 1826 ausgeübt. Er starb am 19. Februar 1860 in Allentown.